# Cocorova, Gorj
Cocorova este un sat în comuna Turburea din județul Gorj, Oltenia, România. Satul este unul răsfirat, iar majoritatea oamenilor se ocupă cu agricultura.
 Acest articol despre o localitate din județul Gorj este deocamdată un ciot. Puteți ajuta Wikipedia prin completarea lui.